# Буркерт, Вальтер
Вальтер Буркерт (нем. Walter Burkert; 2 февраля 1931 года, Нойендеттельзау, Бавария — 11 марта 2015 года, Цюрих) — немецкий эллинист, специалист по древнегреческой религии. Доктор философии (1955). Более четверти века профессор Цюрихского университета (1969—1996, эмерит), член-корреспондент Британской академии (1975) и Австрийской АН (1988), иностранный член Американского философского общества (1987). Лауреат премии Бальцана (1990).

## Биография
Сын лютеранского священника.
Учился классический филологии, истории и философии в Эрлангенском и Мюнхенском университетах в 1950—1954 годах. В первом получил степень доктора философии (Dr. phil.) и впоследствии в 1961 году хабилитировался, преподавал в 1957—1966 гг. (ассистент, с 1961 года приват-доцент). В 1965-66 гг. младший научный сотрудник в Центре эллинистических исследований в Вашингтоне. В 1966—1969 гг. профессор классической филологии Берлинского технического университета. В 1968 г. гостевой профессор в Гарварде.

Более четверти века профессор классической филологии в Цюрихском университете (1969—1996, эмерит) и в 1986—1988 годах декан его философского факультета. В 1977 и 1988 годах приглашённый профессор классической литературы в Калифорнийском университете (1977, 1988), в 1982 году именной лектор в Гарварде.
Член Европейской Академии, член-корреспондент германских Гейдельбергской (1977) и Баварской (1984) АН, Брауншвейгского научного общества (1983), иностранный член Американской академии искусств и наук (1988). Почётный член Берлинско-Бранденбургской АН (1994).

Почётный доктор университетов Торонто (1988), Фрибура (1989), Оксфорда (1996), Чикаго (2001), высшей школы Нойендеттельзау (1993).

Премия Бальцана (1990), премия Зигмунда Фрейда за научную прозу (2003), медаль имени Карла Фридриха Гаусса Брауншвейгского научного общества (1982) и др. награды. В 1989 г. чтец Гиффордской лекции в Сент-Эндрюсском университете в Шотландии.
Воспитал десятки учеников в разных странах.
Был женат, трое детей.
Научные интересы
Исследования Буркерта сосредоточены на ритуально-мистериальных сторонах греческой культуры, влиянии восточных культов, роли насилия и жертвы в становлении социальных институтов. Новую эпоху в изучении этих сторон античности открыла его книга «Homo Necans» (Человек, предающий смерти, 1972), переведенная на основные европейские языки; в том же году вышла монография Рене Жирара Насилие и священное, образующая определённую параллель поискам Буркерта и также получившая большую известность. Буркерт признавал, что одним из импульсов к работе над темой стала для него книга Конрада Лоренца Об агрессии (1963).
По мнению Яна Бреммера, наименее хорошей книгой Буркерта стала книга о древних мистериях.

## Труды
Монографии
- Weisheit und Wissenschaft. Studien zu Pythagoras, Philolaos und Platon. Hans Carl, Nürnberg 1962, DNB 482337109
- Homo Necans. Interpretationen altgriechischer Opferriten und Mythen. Berlin, 1972 (переизд. 1997; англ. пер. 1987, фр. пер. 2005)
- Griechische Religion der archaischen und klassischen Epoche. Stuttgart, 1977[11]
- Structure and History in Greek Mythology and Ritual. Berkeley, 1979
- Die orientalisierende Epoche in der griechischen Religion und Literatur. Heidelberg, 1984
- Antike Mysterien, Funktionen und Gehalt. München, 1987
- Klassisches Altertum und antikes Christentum. Berlin, 1996
- Kulte des Altertums. Biologische Grundlagen der Religion. München, 1998
- Die Griechen und der Orient. München, 2004

Статьи
Малые сочинения Буркерта (статьи, очерки и др.) собраны в издании:
- Kleine Schriften I — Homerica/ Hrsg. von Christoph Riedweg. Göttingen, 2001
- Kleine Schriften II — Orientalia/ Hrsg. von Maria Laura Gemelli Marciano. Göttingen, 2003
- Kleine Schriften III — Mystica, Orphica, Pythagorica/ Hrsg. von Fritz Graf. Göttingen, 2006
- Kleine Schriften IV — Mythica, Ritualia, Religiosa 1/ Hrsg. von Fritz Graf. Göttingen, 2011
- Kleine Schriften V — Mythica, Ritualia, Religiosa 2/ Hrsg. von Fritz Graf. Göttingen, 2011
- Kleine Schriften VI — Mythica, Ritualia, Religiosa 3/ Hrsg. von Eveline Krummen. Göttingen, 2011
- Kleine Schriften VII — Tragica et Historica/ Hrsg. von Wolfgang Rösler. Göttingen, 2007
- Kleine Schriften VIII — Philosophica/ Hrsg. von Thomas A. Szlezák und Karl Heinz Stanzel. Göttingen, 2008

Прочие
- Дисс. на степень д-ра филос. «О древнегреческом понятии сострадания»
- Труд для хабилитации «Мудрость и знание»

Публикации на русском языке
- Ноmо necans. Жертвоприношение в древнегреческом ритуале и мифе// Жертвоприношение. Ритуал в искусстве и культуре от древности до наших дней. М.: Языки русской культуры, 2000, с. 405—478
- Греческая религия: Архаика и классика. СПб.: Алетейя, 2004